# Reinhold Walser
Reinhold Walser (* 1967) ist ein österreichischer Physiker. Er ist Professor für Theoretische Physik an der Technischen Universität Darmstadt.

## Leben
Reinhold Walser hat sein Physikstudium an der Universität Innsbruck abgeschlossen. Im Jahr 1995 promovierte er. Danach ging er als Post-Doc an die University of Colorado. Walser nahm 2002 eine Stelle an der Universität Ulm an. Bei der Firma Carl Zeiss war er im Folgenden tätig, bevor er 2009 einen Ruf der TU Darmstadt annahm.

## Wissenschaftliche Arbeit
In seiner wissenschaftlichen Arbeit beschäftigt sich Walser mit Quantengasen. Die Projekte „Nichtgleichgewichtsdynamik atomarer Gase in Fallenpotentialen mit kontrollierbaren geometrischen Formen“ und „Stark korrelierte Quantengase in optischen Gittern“ der Deutschen Forschungsgemeinschaft schloss er als Teilprojektsleiter ab. Mit Simulationen war er maßgeblich an der Herstellung des bis dahin größten Bose-Einstein-Kondensates beteiligt.